# بيرت في. رويال
بيرت في. رويال (بالإنجليزية: Bert V. Royal)‏ هو كاتب سيناريو أمريكي، ولد في 14 أكتوبر 1977 في أورورا في الولايات المتحدة.

## وصلات خارجية
- بيرت في. رويال على موقع IMDb (الإنجليزية)
- بيرت في. رويال على موقع ألو سيني (الفرنسية)
- بيرت في. رويال على موقع أول موفي (الإنجليزية)
- بيرت في. رويال على موقع قاعدة بيانات الأفلام السويدية (السويدية)
- بيرت في. رويال على موقع قاعدة بيانات الفيلم (الإنجليزية)
- بيرت في. رويال على موقع كينوبويسك (الروسية)